# Michael Cerveris

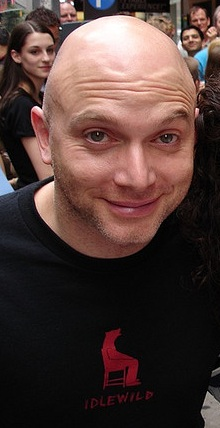
Michael Cerveris (2011)

Michael Cerveris (* 6. November 1960 in Bethesda, Maryland) ist ein US-amerikanischer Theaterschauspieler, Filmschauspieler, Sänger und Gitarrist. Er stand in vielen Musicals und Theaterstücken auf der Bühne, etliche davon von Stephen Sondheim, so bei den Musicals Assassins und Sweeney Todd. 2004 erhielt Cerveris für seine Rolle des John Wilkes Booth in Assassins den Tony Award als Bester Nebendarsteller in einem Musical. 2015 gewann er für die Rolle des Bruce Bechdel in Fun Home seinen zweiten Tony Award als Bester Hauptdarsteller in einem Musical.

## Leben
Cerveris wurde in Bethesda, Maryland geboren und wuchs in Huntington, West Virginia auf. Seine Mutter Marsha Laycock war Tänzerin, sein Vater Michael Cerveris, Musikprofessor. 1979 beendete er seine Schulzeit an der Phillips Exeter Academy, und 1983 schloss er sein Studium der Theaterwissenschaften und Sprecherziehung an der Yale University mit cum laude ab.
Sein Broadway-Debüt hatte Cerveris 1993 im Stück The Who’s Tommy, in welchem er den Erzähler Tommy verkörperte. Für diese Rolle erhielt Cerveris eine Nominierung für den Tony Award als Bester Nebendarsteller in einem Musical, eine Nominierung für den Drama League Award und erhielt den Theater World Award und den Original Cast Grammy. 2004 spielte Cerveris den John Wilkes Booth im Broadway-Musical Assassins und gewann hierfür den Tony Award und den Outer Critics Circle Award. 2015 gewann er für seine Rolle in Fun Home seinen zweiten Tony Award.
Unterbrochen von seiner Zeit Broadway ist Cerveris seit den 1980er mit einer Vielzahl an Rollen in Fernsehserien zu sehen. In Fame – Der Weg zum Ruhm war er ab 1987 in allen Episoden der letzten Staffel als Ian Ware zusehen. Von 2008 bis 2013 spielte er in wiederkehrend den Beobachter „September“ bzw. Donald in der Mystery- und Science-Fiction-Serie Fringe – Grenzfälle des FBI. 2017 übernahm er in der 4. Staffel der Fernsehserie Gotham die Rolle des Professor Pyg. Ab 2022 gehörte er in The Gilded Age zur Stammbesetzung.
Auch im Filmen tritt Cerveris in Erscheinung. So verkörperte er 2001 den Frank in The Mexican, hatte Rollen im Horrorfilm Vampire Nation 2010 und im Marvel-Film Ant-Man and the Wasp 2018.

## Engagements am Broadway
- 1993: The Who’s Tommy als Erzähler Tommy
- 1997: Titanic – Das Musical als Thomas Andrews
- 2004: Assassins als John Wilkes Booth
- 2005: Sweeney Todd als Sweeney Todd
- 2007: LoveMusik als Kurt Weill
- 2007: Cymbeline als Posthumus
- 2009: Hedda Gabler als Jorgen Tesman
- 2009: In the Next Room (or The Vibrator Play) als Dr. Givings
- 2012: Evita als General Juan Perón
- 2015: Fun Home als Bruce Bechdel

## Filmografie (Auswahl)
Filme
- 1990: Final Exterminator (Steel and Lace)
- 1998: Lulu on the Bridge
- 2001: The Mexican
- 2009: Brief Interviews With Hideous Men
- 2009: Mitternachtszirkus – Willkommen in der Welt der Vampire (Cirque du Freak: The Vampire’s Assistant)
- 2010: Vampire Nation (Stake Land)
- 2018: Ant-Man and the Wasp

Fernsehserien
- 1987–1988: Fame – Der Weg zum Ruhm (Fame, 24 Episoden)
- 1988, 1989: Der Equalizer (The Equalizer, 2 Episoden, verschiedene Rollen)
- 1990: 21 Jump Street – Tatort Klassenzimmer (21 Jump Street , Episode 5x02)
- 2007: Criminal Intent – Verbrechen im Visier (Law & Order: Criminal Intent, Episode 7x05)
- 2008–2013: Fringe – Grenzfälle des FBI (Fringe, 40 Episoden)
- 2011: Person of Interest (Episode 1x05)
- 2011–2013: Treme (10 Episoden)
- 2013–2014: Good Wife (The Good Wife, 10 Episoden)
- 2017: Gotham (5 Episoden)
- 2017: The Tick (5 Episoden)
- 2019: Mindhunter (6 Episoden)
- 2019: The Blacklist (3 Episoden)
- 2019: Prodigal Son – Der Mörder in Dir (Prodigal Son, Episode 1x01)
- 2020–2021: Evil (3 Episoden)
- 2021: Queen of the South (Episode 5x05)
- 2021: Billions (2 Episoden)
- 2022–2023: The Gilded Age (14 Episoden)

## Auszeichnungen
- 1993: Theatre World Award
- 2004: Tony Award (Bester Nebendarsteller im Musical Assassins)
- 2004: Outer Critics Circle Award (Bester Nebendarsteller in einem Musical)
- 2014: Outer Critics Circle Award (Bester Hauptdarsteller im Musical Fun Home)
- 2015: Tony Award (Bester Hauptdarsteller in einem Musical)

Zudem erhielt Cerveris eine Reihe weiterer Nominierungen für den Tony Award, den Drama Desk Award und den Outer Critics Circle Award.